# Quintana-Urría
Quintana-Urria es una localidad del municipio burgalés de Carcedo de Bureba, en la Comunidad Autónoma de Castilla y León (España). 
La iglesia está dedicada a san Adrián.
La localidad está rodeada por los municipios de Rojas, Galbarros, Rublacedo de Abajo y Carcedo de Bureba.

## Localidades limítrofes
Confina con las siguientes localidades:
- Al noreste con Rojas.
- Al sureste con Buezo y San Pedro de la Hoz.
- Al sur con Galbarros.
- Al oeste con Rublacedo de Abajo.
- Al noroeste con Carcedo de Bureba.

## Demografía
Evolución de la población
| Gráfica de evolución demográfica de Quintana-Urria entre 2000 y 2017 |
|                                                                      |
| Población de derecho (2000-2017) según el padrón municipal del INE   |

## Historia
Así se describe a Quintana-Urria en el tomo XIII del Diccionario geográfico-estadístico-histórico de España y sus posesiones de Ultramar, obra impulsada por Pascual Madoz a mediados del siglo XIX:

Villa con ayuntamiento en la provincia, diócesis, audiencia territorial y capitanía general de Burgos (5 leguas), partido judicial de Briviesca (3); Situada en llano a la margen derecha del riachuelo Zorita, y resguardada por 2 cuestas; su clima es saludable. Tiene 19 casas; una fuente para surtido del pueblo; una iglesia parroquial (San Adrián) servida por un cura párroco y un sacristán, y un cementerio. Su término linda N Rojas; E San Pedro; S Ahedo y Rublacedo de Abajo, y O Carcedo. El terreno es de monte y llano; este se halla a la parte N, y aquel le componen las indicadas cuestas, siendo todo este flojo, pedregoso y secano, si bien el llano podría fácilmente regarse. Contiene un pequeño monte llano Cuestamonte, poblado de carrascos bajos, de cuyas leñas se sirven los habitantes para el consumo de sus hogares. El mencionado riachuelo, que pasa cerca de la población, es de curso perenne, pero poco caudaloso. Los caminos son carreteros los de la parte del N y O, y de herradura los del E y S. Producciones: trigo, cebada, centeno, legumbres, maíz, patatas, lino y algunas frutas; cría ganado lanar y vacuno, en corto número, y caza de bastantes liebres y perdices. Industria: la agrícola y un molino harinero que muele únicamente en invierno. Población: 14 vecinos, 56 almas. Capital productivo: 295.500 reales. Imponible: 26.768 reales. Contribución: 1.154 reales 21 maravedíes.
Diccionario geográfico-estadístico-histórico de España y sus posesiones de Ultramar